# Leonhard von Blumenthal
Pour les articles homonymes, voir Blumenthal.

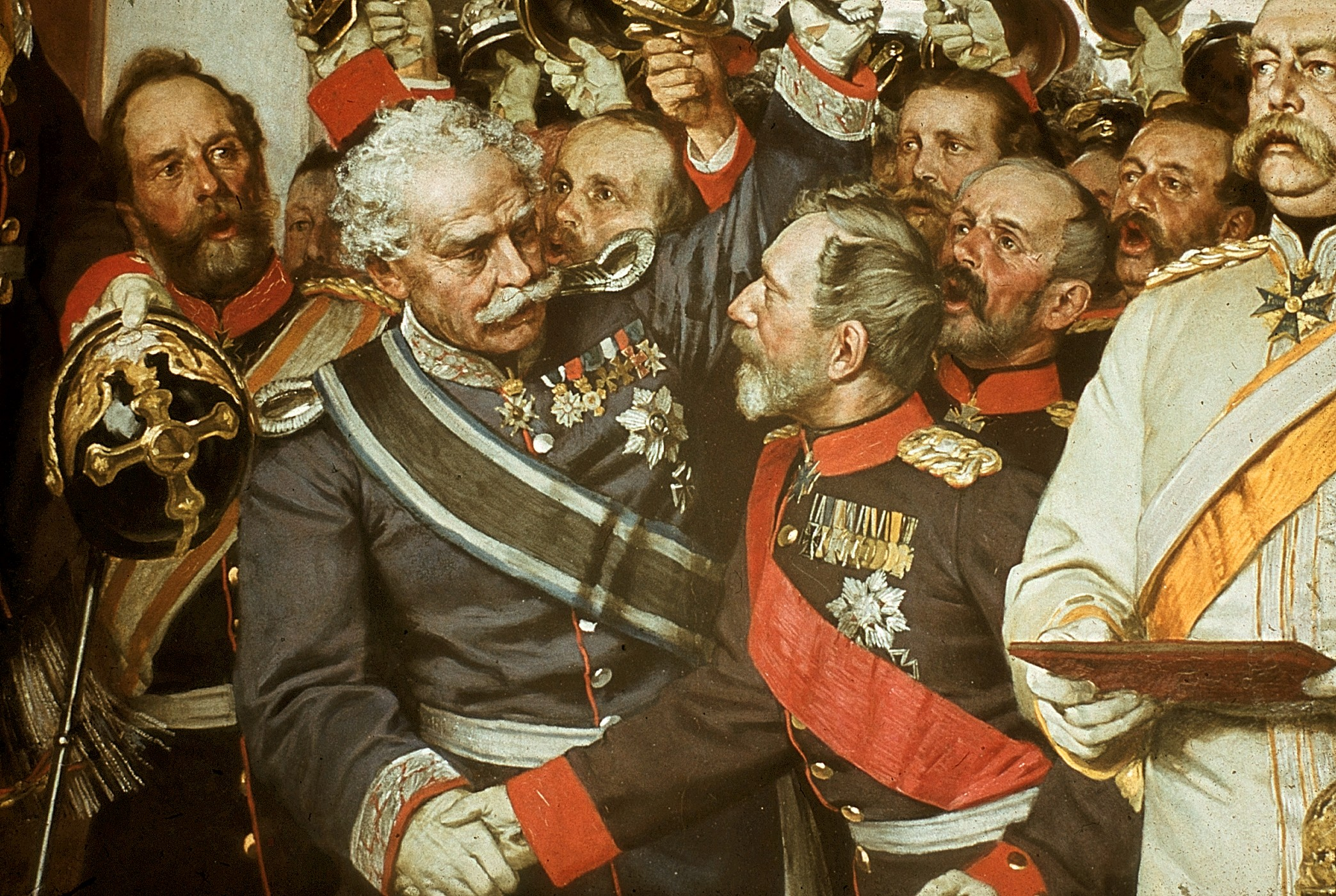
Blumenthals poignée de main avec Jakob von Hartmann lors de la proclamation impériale à Versailles. Peinture à l'huile d'Anton von Werner à l'Arsenal de Berlin, 1882 (détail)

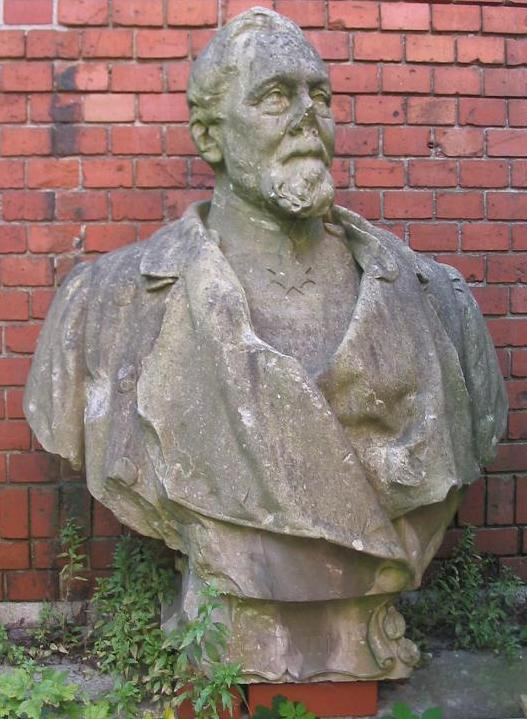
Buste de Blumenthals - buste assistant sur le monument de l'empereur Frédéric III.

Karl Konstantin Albrecht Leonhard von Blumenthal, à partir de 1883 comte von Blumenthal (né le 30 juillet 1810 à Schwedt-sur-Oder et mort le 21 décembre 1900 au manoir de Quellendorf près de Köthen), est un maréchal prussien.

## Biographie

### Origine
Leonhard est le fils de Ludwig Albrecht von Blumenthal (1774-1813) et de sa femme Friderike Charlotte Dorothea, née von Below (1783-1853). Son père est capitaine dans le régiment de dragons brandebourgeois. Il est mort à Potsdam des suites des blessures subies lors de la bataille de Dennewitz. Le major général prussien Karl von Blumenthal (1811-1903) est son frère cadet.

### Carrière militaire
Blumenthal fait d'abord ses études dans les maisons des cadets à Culm et à Berlin. Il est transféré en juillet 1827 comme sous-lieutenant au régiment d'infanterie de réserve de la Garde (plus tard régiment de fusiliers de la Garde). Entre 1830 et 1833, il étudie à l'école générale de Guerre de Berlin. Après avoir été adjudant du bataillon de la Garde de la Landwehr à Coblence de 1837 à 1845 et promu premier lieutenant en 1844, il est nommé au bureau topographique (de) en 1846. Au cours des années qui suivirent, il passe trois mois à la brigade d'artillerie de la Garde et au département du génie de la Garde pour une étude approfondie des armes techniques.
Blumenthal participe le 18 mars 1848 aux combats de rue à Berlin (de) en tant que membre du bataillon de fusiliers du 31e régiment d'infanterie. Peu de temps après, il est affecté au Grand État-Major général et le 1er janvier 1849, il fut muté comme capitaine à l'état-major général de l'armée. Au sein de l'état-major du général Eduard von Bonin, il participe à la première guerre de Schleswig et est nommé chef d'état-major général de l'armée schleswigoise-holsteinoise en mai. Après la guerre, il est dans la division mobile Tietzen dans l'électorat de Hesse en 1850.
En 1858, il devient lieutenant-colonel en tant qu'adjudant personnel du prince Frédéric-Charles et, en tant que colonel, commande le 71e régiment d'infanterie pendant trois ans. Après avoir été ensuite chef d'état-major du 3e corps d'armée pendant environ un an, Blumenthal devint le 15 décembre 1863 chef d'état-major du corps d'armée mobile combiné contre le Danemark. À ce poste, il joue un rôle décisif dans l'assaut du redoute de Düppel et la bataille d'Als pendant la guerre des Duchés. Pour cela, il est décoré de l'ordre Pour le Mérite. En juin 1864, il est promu major général et prend le commandement de la 7e brigade d'infanterie, en avril 1865 de la 30e brigade d'infanterie.
Lors du déclenchement de la guerre contre l'Autriche, Blumenthal devient chef d'état-major général de la 2e armée sous les ordres du prince héritier Frédéric de Prusse. À ce poste, il se distingue, notamment lors de la bataille de Sadowa (3 juillet) ainsi que dans l'organisation des marches de poursuite et des opérations entre Olmütz et Vienne. Pour ces réalisations, Blumenthal reçoit les feuilles de chêne du Pour le Mérite. En octobre 1866, il reçoit le commandement de la 14e division d'infanterie à Düsseldorf et le brevet de lieutenant général. En 1871, il devient citoyen d'honneur de Düsseldorf (de).
Pendant la guerre franco-prussienne, Blumenthal est à nouveau chef d'état-major général de la 3e armée du prince héritier de Prusse. Il justifie si bien sa confiance qu'il est également consulté par le haut commandement de l'armée sur des questions importantes, notamment lors de la préparation du siège de Paris et de la bataille de Sedan. Le 18 janvier 1871, Blumenthal est présent lors de la proclamation de l'Empire allemand (de). Après la paix, Blumenthal est récompensé par une dotation de 150.000 thalers. Il est d'abord appelé au poste de général commandant du 4e corps d'armée, puis le 22 mars 1873, il est promu général d'infanterie.
Blumenthal est envoyé à l'étranger à plusieurs reprises pour des missions militaires. En 1883, il accompagne le prince héritier Frédéric en Espagne et est ensuite élevé au rang de comte héréditaire. Le 12 mars 1888, il est nommé général feld-maréchal par le désormais empereur Frédéric III et devint peu après inspecteur de la 4e inspection de l'armée (de) et chef du corps équestre de la police militaire. Entre 1892 et 1898, il est inspecteur de la 3e inspection de l'armée.
Blumenthal est mort sur son domaine de Quellendorf près de Köthen et est enterré dans la crypte familiale à Krampfer.

### Famille
Il se marie le 8 août 1839 avec Delicia Anna, veuve von Vyner, née Eathorpe (1813-1890). Plusieurs enfants sont sortis du mariage :
- Klara (1840-1913) mariée avec Rudolf von Oetinger (de) (1830-1920), lieutenant général prussien
- Albrecht (1842-1918), lieutenant-général prussien marié avec Thérèse comtesse Finck von Finckenstein (1863-1936)
- Agnes (1844-1922) mariée avec Otto von Moellendorff-Krampfer (1829-1894), Rittmeister prussien
- Laura (1846-1929) mariée avec Reimar von Moellendorff (1830-1894), major prussien, seigneur de Horst et Blumenthal[3]
- Friedrich Christian (1851-1909), colonel prussien marié avec Marie Winkler (1859-1897)
- Heinrich (1855-1862)

## Honneurs
Blumenthal est depuis le 1er avril 1876 membre honoraire de l'Académie suédoise des sciences.
Son nom est donné le 2 septembre 1873 au Fort XII de la forteresse de Strasbourg, à une caserne à Halle-sur-Saale et un ancien charbonnage (de) à Recklinghausen. De plus, de nombreuses rues portent son nom, par exemple à Heidelberg-Neuenheim et à Nuremberg.
Au début du XXe siècle, il y a à Berlin huit rues portant le nom de l'officier prussien (dans : Friedrichshain, Mahlsdorf, Mariendorf, Pankow, Schöneberg, Steglitz, Tempelhof et Zehlendorf). - Seuls quatre de ces noms de rues sont conservés après la Seconde Guerre mondiale : à Pankow, Schöneberg, Tempelhof et Zehlendorf. 
Il y a Blumenthalstrasse (de) à Brême-Schwachhausen.